# Wyprysk
Wyprysk (łac. eczema) – choroba skóry o nieinfekcyjnym podłożu zapalnym (alergicznym lub niealergicznym) polegająca na zapaleniu jej wierzchnich warstw (naskórek i warstwa brodawkowata skóry właściwej).

## Objawy i przebieg
Na początku na skórze pojawiają się czerwone grudki, które potem zamieniają się w pęcherzyki. Pęcherzyki pękają pozostawiając nadżerki.
Gdy dojdzie do zakażenia mogą pojawić się zmiany ropne oraz wydzielina, która po zaschnięciu tworzy szarożółte strupy.
Często występuje obrzęk skóry i tkanki podskórnej, w szczególności na twarzy, rękach czy powiekach. Chorzy często uskarżają się na uporczywy świąd. Wraz z upływem czasu skóra przebarwia się i staje się mniej sprężysta.

## Patologia
Szczególną formą wyprysku jest wyprysk kontaktowy alergiczny, który powstaje w wyniku zetknięcia się powierzchni skóry z materiałem uczulającym (np. biżuteria, farby czy kosmetyki). Często przyczyną wyprysku są zaburzenia układu krwionośnego (żylaki), taka forma wyprysku występuje głównie u ludzi starszych (wyprysk podudzi, wyprysk zastoinowy, wyprysk żylny, eczema cruris) i charakteryzuje się bardzo przewlekłym przebiegiem.

## Leczenie
Najważniejsze jest wykrycie substancji uczulającej lub drażniącej i wyeliminowanie kontaktu z nią, a jeżeli jest to niemożliwe, przynajmniej ograniczenie kontaktu z czynnikami prowokującymi. Ponadto stosuje się mokre opatrunki lub suche opatrunki, oraz leczenie miejscowe (maści steroidowe, inhibitory kalcyneuryny, maści redukujące). Dieta z ograniczeniem alergenu bywa korzystna w rzadkich przypadkach (głównie u dzieci przed 5 rokiem życia chorych na wyprysk atopowy na tle alergii pokarmowej, potwierdzonej tzw. podwójnie ślepą prowokacją doustną), często jednak takie leczenie jest nadużywane i może niekorzystnie wpływać na rozwój somatyczny dziecka.

## Rodzaje wyprysku
- Wyprysk kontaktowy (contact eczema) - około 80% przypadków
  - Wyprysk kontaktowy alergiczny
  - Wyprysk kontaktowy niealergiczny
- Wyprysk dziecięcy (eczema infantum)
- Wyprysk krwiopochodny
- Wyprysk potnicowy (dyshydrotyczny, eczema dyshidroticum) – idiopatyczny wyprysk pęcherzowy pojawiający się jedynie na powierzchniach dłoni (szczególnie po bokach palców) i stóp (głównie na wewnętrznych łukach stopy). Pojawia się nagle i towarzyszy mu intensywny świąd. Etiologia wyprysku potnicowego nie jest znana, niektórzy lekarze uważają, że choroba związana jest z infekcjami grzybiczymi na stopach, wypryskiem atopowym lub alergią na nikiel, kobalt albo leki. Nazwa ma charakter historyczny i pochodzi z czasów, gdy błędnie uważano, że w pęcherzach gromadzi się pot. Leczy się go miejscowo, przy pomocy glikokortykosteroidów. Można dodatkowo podawać doustne leki przeciwhistaminowe, które łagodzą świąd[1][2].
- Wyprysk łojotokowy (eczema seborrhoicum)
  - Wyprysk łojotokowy noworodków (eczema seborrhoicum neonatorum)
- Wyprysk opryszczkowy
- Wyprysk pieniążkowaty (wyprysk mikrobowy, eczema microbicum, eczema nummulare)

## Galeria

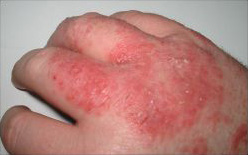
Typowa łagodna forma wyprysku
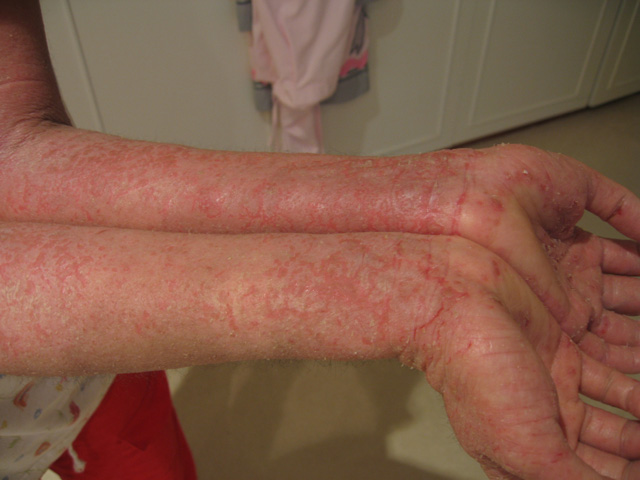
Ostrzejsza postać wyprysku
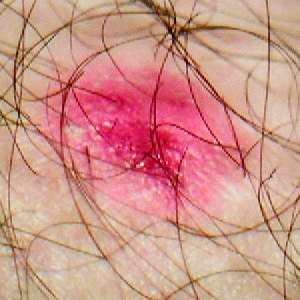
Fragment zmienionej skóry w wyprysku po zdrapaniu

## Klasyfikacja ICD10
| kod ICD10   | nazwa choroby                                                    |
| ----------- | ---------------------------------------------------------------- |
| ICD-10: L20 | Atopowe zapalenie skóry                                          |
| ICD-10: L21 | Łojotokowe zapalenie skóry                                       |
| ICD-10: L22 | Pieluszkowe (serwetkowe) zapalenie skóry                         |
| ICD-10: L23 | Alergiczne kontaktowe zapalenie skóry                            |
| ICD-10: L24 | Kontaktowe zapalenie skóry z podrażnienia                        |
| ICD-10: L25 | Nieokreślone kontaktowe zapalenie skóry                          |
| ICD-10: L26 | Złuszczające zapalenie skóry                                     |
| ICD-10: L27 | Zapalenie skóry wywołane przez substancje wprowadzone do ustroju |
| ICD-10: L28 | Przewlekły liszaj pospolity i świerzbiączka                      |
| ICD-10: L29 | Świąd                                                            |
| ICD-10: L30 | Inne postacie zapalenia skóry                                    |